# ستايسي إيرل
ستايسي إيرل (بالإنجليزية: Stacey Earle) هي ملحنة ومغنية مؤلفة أمريكية، ولدت في 1960 في ليك تشارلز في الولايات المتحدة.

## وصلات خارجية
- ستايسي إيرل على موقع ميوزك برينز (الإنجليزية)
- ستايسي إيرل على موقع أول ميوزيك (الإنجليزية)
- ستايسي إيرل على موقع ديسكوغز (الإنجليزية)